# میدوی، شهرستان سانتا امرسون، فلوریدا
میدوی، شهرستان سانتا امرسون (به انگلیسی: Midway) یک منطقهٔ مسکونی در ایالات متحده آمریکا است که در شهرستان سانتا امرسون، فلوریدا واقع شده‌است.میدوی، شهرستان سانتا امرسون ۱۶٬۱۱۵ نفر جمعیت دارد و ۷٫۹۲ متر بالاتر از سطح دریا واقع شده‌است.